# Mayasan Maru
Die Mayasan Maru (japanisch 摩耶山丸) war ein Depotschiff (Tender) für Landungsboote des Kaiserlich Japanischen Heeres, welches im Zweiten Weltkrieg zum Einsatz kam. Der Untergang verursachte eine der höchsten Opferzahlen des Zweiten Weltkriegs auf See. Etwa 3.536 Menschen verloren ihr Leben.

## Allgemeines
Die spätere Mayasan Maru wurde am 27. August 1941 als Kriegs-Standardschiff der M-Klasse für die Mitsui Lines auf der Mitsui Werft in Tamano auf Kiel gelegt. Noch während des Baus wurde das Schiff vom Kaiserlich Japanischen Heer requiriert und zu einem Landungsboot-Depotschiff umgebaut. Der Stapellauf erfolgte am 29. Juni 1942 und die Indienststellung am 14. Dezember 1942. 
Als Depotschiff war die Mayasan Maru mit einem Flugdeck über dem Achterschiff, aber ohne Hangar ausgestattet und führte 20 Daihatsu-Landungsboote mit sich. Zur Flugabwehr war es mit sechs 7,5-cm-Geschützen Typ 88 und zwanzig 13,2-mm Maschinengewehren Typ 93 ausgerüstet. Ihr Schwesterschiff war die Tamatsu Maru.
Im November 1944 war die Mayasan Maru, nun als Truppentransporter eingesetzt, mit über 5.000 japanischen Soldaten an Bord als Teil des Geleitzuges Hi-81 auf dem Weg von Imari über das Ostchinesische Meer nach Shanghai. 4.387 Soldaten gehörten zur 23. Division. Es war auch eine Einheit mit Shin’yō-Sprengbooten und 204 Pferde an Bord.
Die Mayasan Maru wurde von dem amerikanischen U-Boot USS Picuda am 17. November 1944 torpediert und versenkt. Infolge eines aufziehenden Sturms konnten nur etwa 1.400 Überlebende gerettet werden. Rund 3.600 Menschen ertranken.
Neben den Opfern auf der Mayasan Maru kamen bei den Angriffen auf den Geleitzuges HI-81 auf die ebenfalls als Truppentransporter eingesetzten Geleitflugzeugträgern Shin’yō 1.130 Menschen und Akitsu Maru mit 2046 Menschen um. Bei den Angriffen auf den Konvoi wurden vom 15. bis zum 18. November 1944 acht japanische Schiffe versenkt und fast 7.000 Menschen getötet.